# Leichtathletik-Europacup 1979
| 7. Leichtathletik-Europacup           | 7. Leichtathletik-Europacup | 7. Leichtathletik-Europacup | 7. Leichtathletik-Europacup | 7. Leichtathletik-Europacup | 7. Leichtathletik-Europacup |
| ------------------------------------- | --------------------------- | --------------------------- | --------------------------- | --------------------------- | --------------------------- |
|                                       |                             |                             |                             |                             |                             |
| Resultate A-Finale                    |                             |                             |                             |                             |                             |
| Turin, Stadio Comunale – 4./5. August |                             |                             |                             |                             |                             |
| Frauen                                | Frauen                      | Frauen                      | Männer                      | Männer                      | Männer                      |
| Platz                                 | Land                        | Punkte                      | Platz                       | Land                        | Punkte                      |
| 1                                     | DDR                         | 102                         | 1                           | DDR                         | 125                         |
| 2                                     | Sowjetunion                 | 100                         | 2                           | Sowjetunion                 | 114                         |
| 3                                     | Bulgarien                   | 076                         | 3                           | BR Deutschland              | 110                         |
| 4                                     | Großbritannien              | 062                         | 4                           | Polen                       | 090                         |
| 5                                     | Rumänien                    | 058                         | 5                           | Großbritannien              | 082                         |
| 5                                     | BR Deutschland              | 058                         | 6                           | Italien                     | 079                         |
| 7                                     | Polen                       | 055                         | 7                           | Frankreich                  | 070,5                       |
| 8                                     | Italien                     | 029                         | 8                           | Jugoslawien                 | 049,5                       |
| ← Helsinki 1977                       | ← Helsinki 1977             | ← Helsinki 1977             | Zagreb 1981 →               | Zagreb 1981 →               | Zagreb 1981 →               |

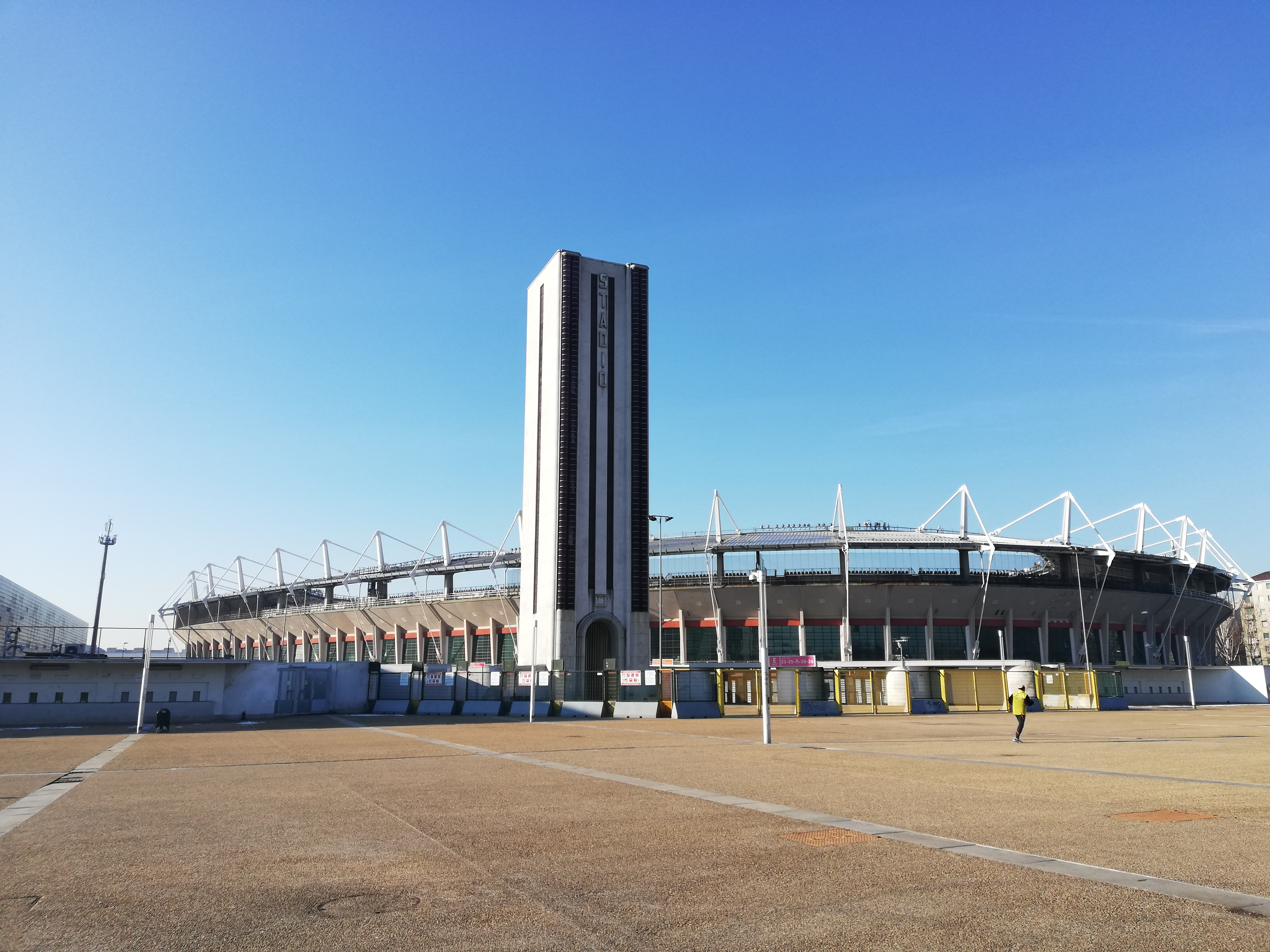
Das Stadio Comunale – heute Stadio Olimpico Torino im Jahr 2019

Das 7. Leichtathletik-Europacup-A-Finale fand am 4. und 5. August 1979 im Stadio Comunale von Turin (Italien) statt.
Ausgetragen wurden 35 Disziplinen (20 Männer, 15 Frauen). 

## Der siebte Leichtathletik-Europacup
Zum dritten Mal nach 1975 und 1977 wurden die Frauenwettbewerbe am selben Ort und an denselben beiden Tagen gemeinsam mit den Männerwettbewerben ausgetragen.
Der zweijährige Wettkampfturnus mit Austragung der Veranstaltung in den ungeraden Jahren jeweils zwischen den Jahren mit Europameisterschaften bzw. Olympischen Spielen hatte sich jetzt für längere Zeit etabliert.
Auch in diesem Jahr qualifizierten sich die Länder auf den Plätzen eins und zwei des Europacupfinales als jeweils eigenes Team für die Teilnahme am vor zwei Jahren neu geschaffenen Leichtathletik-Weltcup. Außerdem konnten sich die Athleten der Nationen, die sich am Ende nicht für den Weltcup qualifizierten, durch gute Leistungen für das im Weltcup startberechtigte Team Europa empfehlen.
Im Wettbewerbsprogramm gab es diesmal keine Änderungen. Der Wettbewerbskatalog für die Frauen wurde in den darauffolgenden Jahren sukzessive immer weiter an die Männerdisziplinen angepasst. Die nächste Erweiterung sollte 1985 erfolgen.
Wie in den vorangegangenen beiden Europacupaustragungen gewann das Team der DDR sowohl den Frauen- als auch den Männerwettbewerb. Rang zwei belegte jeweils die Sowjetunion.
Mit einer Vielzahl von Rekorden stand die Veranstaltung in diesem Jahr auf einem besonders hohen Niveau. Folgende Rekorde wurden aufgestellt:
- zwei Weltrekorde
  - 400 Meter, Frauen: 48,60 s – Marita Koch, DDR
  - 4 × 100 Meter, Frauen: 42,09 s – DDR (Christina Brehmer, Romy Schneider, Ingrid Auerswald, Marlies Göhr)
- ein Europarekord
  - 400 Meter Hürden, Männer: 47,85 s – Harald Schmid, BR Deutschland
- 21 Landesrekorde
  - 100 Meter, Männer: 10,15 s – Pietro Mennea, Italien
  - 100 Meter, Männer: 10,16 s – Marian Woronin, Polen
  - 400 Meter, Männer: 45,70 s – Nikolai Tschernezki, Sowjetunion
  - 400 Meter Hürden, Männer: 48,34 s – Wassyl Archypenko, Sowjetunion
  - 400 Meter Hürden, Männer: 48,58 s – Volker Beck, DDR
  - Hochsprung, Männer: 2,32 m (BR) – Dietmar Mögenburg, BR Deutschland
  - Weitsprung, Männer: 8,31 m – Lutz Dombrowski, DDR
  - 4 × 100 Meter, Männer: 38,47 s – Polen (Krzysztof Zwoliński, Leszek Dunecki, Zenon Licznerski, Marian Woronin)
  - 4 × 100 Meter, Männer: 38,73 s – Italien (Gianfranco Lazzer, Mauro Zuliani, Luciano Caravani, Pietro Mennea)
  - 4 × 100 Meter, Männer: 38,95 s – Großbritannien (Allan Wells, Steve Green, Trevor Hoyte, Drew McMaster)
  - 4 × 400 Meter, Männer: 3:02,16 min – DDR (Udo Bauer, Frank Schaffer, Frank Richter, Volker Beck)
  - 4 × 400 Meter, Männer: 3:02,35 min – Sowjetunion (Wiktor Burakow, Remigijus Valiulis, Wjatscheslaw Dozenko, Nikolai Tschernezki)
  - 400 Meter, Frauen: 49,63 s – Marija Kultschunowa, Sowjetunion
  - 800 Meter, Frauen: 1:59,05 min – Christina Boxer, Großbritannien
  - 3000 Meter, Frauen: 8:52,89 min – Vessela Jazinska, Bulgarien
  - 4 × 100 Meter, Frauen: 42,49 s – Sowjetunion (Wera Komissowa, Wera Anissimowa, Tatjana Anissimowa, Ljudmila Kondratjewa)
  - 4 × 100 Meter, Frauen: 43,32 s – Bulgarien (Sofka Popowa, Maria Schischkowa, Liljana Panajotowa, Iwanka Walkowa)
  - 4 × 400 Meter, Frauen: 3:20,4 min – Sowjetunion (Irina Bagrjanzewa, Nina Sjuskowa, Tetjana Prorotschenko, Marija Kultschunowa)
  - Hochsprung, Frauen: 1,92 m – Urszula Kielan, Polen
  - Hochsprung, Frauen: 1,92 m – Tatjana Denisowa, Sowjetunion
  - Speerwurf, Frauen: 66,28 m – Éva Ráduly, Rumänien

Darüber hinaus gab es sechzehn Rekorde für den Europacupwettbewerb (Championshiprecords).
Herausragend waren die Leistungen zweier Athleten:
- Marita Koch aus der DDR gewann am ersten Tag das Rennen über 400 Meter mit mehr als einer Sekunde Vorsprung und verbesserte dabei auch den von ihr selbst gehaltenen Weltrekord. Außerdem führte sie ihre 4-mal-400-Meter-Staffel am zweiten Tag als Schlussläuferin zum Sieg.
- Der bundesdeutsche Läufer Harald Schmid erzielte in drei Disziplinen die jeweils volle Punktzahl. Am ersten Tag stellte er über 400 Meter Hürden einen neuen Europarekord auf und gewann eine knappe Stunde später auch das Rennen über 400 Meter. Am zweiten Tag sicherte er der bundesdeutschen 4-mal-400-Meter-Staffel als Schlussläufer den Sieg.

Auch die Zuschauerresonanz war mit mehr als 70.000 täglichen Besuchern ungewöhnlich hoch.

## Teilnehmer
Sowohl bei den Männern als auch bei den Frauen mussten die Teams sich wie schon bei allen vorangegangenen Austragungen des Europacups zunächst über Vorkämpfe und Halbfinals für das Finale qualifizieren. In beiden Finals bestand das Finale wie 1977 aus den acht besten Nationen.
| Finalteams                                                                         | Finalteams                                                                     |
| Männer                                                                             | Frauen                                                                         |
| ---------------------------------------------------------------------------------- | ------------------------------------------------------------------------------ |
| BR Deutschland DDR Frankreich Großbritannien Italien Jugoslawien Polen Sowjetunion | Bulgarien BR Deutschland DDR Großbritannien Italien Polen Rumänien Sowjetunion |

## Vorrunde
Eine Vorrunde fand nur bei den Männern statt. Sie wurde am 16. und 17. Juni in Luxemburg ausgetragen. Die drei besten Mannschaften qualifizierten sich für das Halbfinale.
| Länderwertungen Vorrunde | Länderwertungen Vorrunde | Länderwertungen Vorrunde |
| ------------------------ | ------------------------ | ------------------------ |
| Männer – 16./17. Juni    |                          |                          |
|                          | Luxemburg                |                          |
| Platz                    | Land                     | Punkte                   |
| 1                        | Portugal                 | 74                       |
| 2                        | Dänemark                 | 65,5                     |
| 3                        | Irland                   | 54                       |
| 4                        | Luxemburg                | 53,5                     |
| 5                        | Island                   | 51                       |

## Halbfinale
Das Halbfinale fand am 30. Juni und 1. Juli bei den Männern in Lüdenscheid, Genf und Malmö sowie bei den Frauen in Sofia, Sittard und Cwmbran statt.
Je zwei Mannschaften qualifizierten sich direkt für das A-Finale. Die drei Mannschaften auf Platz 3 bis 5 erreichten das B-Finale, bei dem sich der Sieger ebenfalls noch für das A-Finale qualifizierte. Gastgeber Italien startete zwar in den Halbfinals, war aber für das A-Finale gesetzt.
| Länderwertungen Halbfinale | Länderwertungen Halbfinale | Länderwertungen Halbfinale | Länderwertungen Halbfinale | Länderwertungen Halbfinale | Länderwertungen Halbfinale | Länderwertungen Halbfinale | Länderwertungen Halbfinale | Länderwertungen Halbfinale |
| -------------------------- | -------------------------- | -------------------------- | -------------------------- | -------------------------- | -------------------------- | -------------------------- | -------------------------- | -------------------------- |
| Frauen                     |                            |                            |                            |                            |                            |                            |                            |                            |
|                            | Sofia                      | Sofia                      |                            | Sittard                    | Sittard                    |                            | Cwmbran                    | Cwmbran                    |
| Platz                      | Land                       | Punkte                     | Land                       | Punkte                     | Land                       | Punkte                     |                            |                            |
| 1                          | DDR                        | 109,5                      | Sowjetunion                | 115,0                      | BR Deutschland             | 109,0                      |                            |                            |
| 2                          | Bulgarien                  | 102,0                      | Polen                      | 098,0                      | Vereinigtes Königreich     | 105,0                      |                            |                            |
| 3                          | Rumänien                   | 091,0                      | Tschechoslowakei           | 067,0                      | Ungarn                     | 090,0                      |                            |                            |
| 4                          | Schweiz                    | 057,5                      | Schweden                   | 066,0                      | Frankreich                 | 069,0                      |                            |                            |
| 5                          | Finnland                   | 055,0                      | Italien                    | 065,0                      | Jugoslawien                | 061,0                      |                            |                            |
| 6                          | Belgien                    | 054,0                      | Niederlande                | 060,0                      | Österreich                 | 043,0                      |                            |                            |
| 7                          | Norwegen                   | 044,0                      | Irland                     | 042,0                      | Dänemark                   | 039,0                      |                            |                            |
| 8                          | Spanien                    | 027,0                      | Portugal                   | 026,0                      | Island                     | 023,0                      |                            |                            |
| Männer                     |                            |                            |                            |                            |                            |                            |                            |                            |
|                            | Lüdenscheid                | Lüdenscheid                |                            | Genf                       | Genf                       |                            | Malmö                      | Malmö                      |
| Platz                      | Land                       | Punkte                     | Land                       | Punkte                     | Land                       | Punkte                     |                            |                            |
| 1                          | BR Deutschland             | 141,0                      | DDR                        | 150,0                      | Sowjetunion                | 139,5                      |                            |                            |
| 2                          | Polen                      | 136,0                      | Frankreich                 | 108,0                      | Vereinigtes Königreich     | 106,0                      |                            |                            |
| 3                          | Italien                    | 101,0                      | Schweiz                    | 095,0                      | Bulgarien                  | 099,0                      |                            |                            |
| 4                          | Tschechoslowakei           | 093,0                      | Finnland                   | 094,0                      | Rumänien                   | 091,0                      |                            |                            |
| 5                          | Ungarn                     | 087,0                      | Jugoslawien                | 065,0                      | Belgien                    | 090,5                      |                            |                            |
| 6                          | Griechenland               | 070,0                      | Spanien                    | 089,0                      | Schweden                   | 083,0                      |                            |                            |
| 7                          | Österreich                 | 055,0                      | Niederlande                | 058,0                      | Norwegen                   | 069,0                      |                            |                            |
| 8                          | Dänemark                   | 034,0                      | Irland                     | 036,0                      | Portugal                   | 041,0                      |                            |                            |

 qualifiziert für das A-Finale
 qualifiziert für das B-Finale

## B-Finale
Die acht besten hinter den für das A-Finale qualifizierten Länder trugen ein B-Finale aus. Die Sieger erwarben dabei noch die Startberechtigung für das A-Finale im gleichen Jahr.
Dieses B-Finale fand für die Frauen am 21. Juli in Antony bei Paris (Frankreich) und das für die Männer am 21./22. Juli in Karlovac (Jugoslawien, heute Kroatien) statt.
| Resultate B-Finale     | Resultate B-Finale     | Resultate B-Finale     | Resultate B-Finale    | Resultate B-Finale    | Resultate B-Finale    |
| Frauen – 21. Juli      | Frauen – 21. Juli      | Frauen – 21. Juli      | Männer – 21./22. Juli | Männer – 21./22. Juli | Männer – 21./22. Juli |
| Antony                 | Antony                 | Antony                 | Karlovac              | Karlovac              | Karlovac              |
| Platz                  | Land                   | Punkte                 | Platz                 | Land                  | Punkte                |
| ---------------------- | ---------------------- | ---------------------- | --------------------- | --------------------- | --------------------- |
| 1                      | Rumänien               | 96,5                   | 1                     | Jugoslawien           | 105,5                 |
| 2                      | Ungarn                 | 86,0                   | 2                     | Rumänien              | 097,5                 |
| 3                      | Frankreich             | 83,0                   | 3                     | Polen                 | 097,0                 |
| 4                      | Finnland               | 65,0                   | 4                     | Ungarn                | 097,0                 |
| 5                      | Schweiz                | 59,0                   | 5                     | Tschechoslowakei      | 096,5                 |
| 6                      | Tschechoslowakei       | 58,0                   | 6                     | Bulgarien             | 087,0                 |
| 7                      | Schweden               | 52,5                   | 7                     | Schweiz               | 077,5                 |
| 8                      | Jugoslawien            | 40,0                   | 8                     | Belgien               | 058,5                 |
| ← Třinec/Göteborg 1977 | ← Třinec/Göteborg 1977 | ← Třinec/Göteborg 1977 | Pescara/Athen 1981 →  | Pescara/Athen 1981 →  | Pescara/Athen 1981 →  |

## Legende
Kurze Übersicht zur Bedeutung der Symbolik – so üblicherweise auch in sonstigen Veröffentlichungen verwendet:
| WR | Weltrekord             |
| ER | Europarekord           |
| NR | Nationaler Rekord      |
| BR | Bundesdeutscher Rekord |
| x  | ungültig               |
| –  | ausgelassen            |
| r  | aufgegeben (retired)   |

## A-Finale: Resultate der Einzeldisziplin

### Männer

#### 100 m
| Platz | Athlet              | Land | Zeit (s) |
| ----- | ------------------- | ---- | -------- |
| 1     | Pietro Mennea       | ITA  | 10,15 NR |
| 2     | Marian Woronin      | POL  | 10,16 NR |
| 3     | Allan Wells         | GBR  | 10,19000 |
| 4     | Eugen Ray           | GDR  | 10,39000 |
| 5     | Philippe Le Joncour | FRA  | 10,44000 |
| 6     | Fritz Heer          | FRG  | 10,45000 |
| 7     | Andrei Schljapnikow | URS  | 10,46000 |
| 8     | Dragan Zaric        | YUG  | 10,70000 |

Datum: 4. August 1979
Wind: +1,3 m/s

#### 200 m
| Platz | Athlet                 | Land | Zeit (s) |
| ----- | ---------------------- | ---- | -------- |
| 1     | Allan Wells            | GBR  | 20,29    |
| 2     | Pietro Mennea          | ITA  | 20,31    |
| 3     | Marian Woronin         | POL  | 20,43    |
| 4     | Olaf Prenzler          | GDR  | 20,53    |
| 5     | Pascal Barré           | FRA  | 20,64    |
| 6     | Franz-Peter Hofmeister | FRG  | 20,68    |
| 7     | Wiktor Burakow         | URS  | 20,98    |
| 8     | Dragan Zaric           | YUG  | 21,29    |

Datum: 5. August 1979
Wind: +2,2 m/s
Die in diesem Rennen erzielten Zeiten waren wegen des um 0,2 m/s zu starken Rückenwinds nicht bestenlistenreif.

#### 400 m
| Platz | Athlet              | Land | Zeit (s) |
| ----- | ------------------- | ---- | -------- |
| 1     | Harald Schmid       | FRG  | 45,31000 |
| 2     | Nikolai Tschernezki | URS  | 45,70 NR |
| 3     | Ryszard Podlas      | POL  | 46,11000 |
| 4     | Udo Bauer           | GDR  | 46,15000 |
| 5     | Francis Demarthon   | FRA  | 46,33000 |
| 6     | Josip Alebić        | YUG  | 46,54000 |
| 7     | Stephen Wymark      | GBR  | 46,66000 |
| 8     | Flavio Borghi       | ITA  | 47,42000 |

Datum: 4. August 1979

#### 800 m
| Platz | Athlet               | Land | Zeit (min) |
| ----- | -------------------- | ---- | ---------- |
| 1     | Sebastian Coe        | GBR  | 1:47,28    |
| 2     | Dragan Životić       | YUG  | 1:48,03    |
| 3     | Willi Wülbeck        | FRG  | 1:48,11    |
| 4     | Anatolij Reschetnjak | URS  | 1:48,18    |
| 5     | Olaf Beyer           | GDR  | 1:48,35    |
| 6     | Roger Milhau         | FRA  | 1:48,70    |
| 7     | Carlo Grippo         | ITA  | 1:49,47    |
| 8     | Andrzej Baron        | POL  | 1:50,20    |

Datum: 5. August 1979

#### 1500 m
| Platz | Athlet              | Land | Zeit (min) |
| ----- | ------------------- | ---- | ---------- |
| 1     | Jürgen Straub       | GDR  | 3:36,27    |
| 2     | Thomas Wessinghage  | FRG  | 3:36,40    |
| 3     | Graham Williamson   | GBR  | 3:38,34    |
| 4     | Waleri Abramow      | URS  | 3:38,48    |
| 5     | Vittorio Fontanella | ITA  | 3:39,66    |
| 6     | Bogusław Mamiński   | POL  | 3:40,62    |
| 7     | Philippe Dien       | FRA  | 3:44,12    |
| 8     | Dragan Zdravković   | YUG  | 3:46,45    |

Datum: 4. August 1979

#### 5000 m
| Platz | Athlet               | Land | Zeit (min) |
| ----- | -------------------- | ---- | ---------- |
| 1     | Hansjörg Kunze       | GDR  | 14:12,88   |
| 2     | Aljaksandr Fjadotkin | URS  | 14:13,97   |
| 3     | Mike McLeod          | GBR  | 14:15,91   |
| 4     | Jerzy Kowol          | POL  | 14:16,27   |
| 5     | Francis Gonzalez     | FRA  | 14:16,89   |
| 6     | Karl Fleschen        | FRG  | 14:18,80   |
| 7     | Antonio Selvaggio    | ITA  | 14:19,89   |
| 8     | Stanko Lisec         | YUG  | 14:32,35   |

Datum: 5. August 1979

#### 10.000 m
| Platz | Athlet             | Land | Zeit (min) |
| ----- | ------------------ | ---- | ---------- |
| 1     | Brendan Foster     | GBR  | 28:22,86   |
| 2     | Alexander Antipow  | URS  | 28:40,32   |
| 3     | Frank Zimmermann   | FRG  | 28:42,09   |
| 4     | Werner Schildhauer | GDR  | 28:57,68   |
| 5     | Ryszard Kopijasz   | POL  | 29:32,78   |
| 6     | Luigi Zarcone      | ITA  | 29:41,53   |
| 7     | Radhouane Bouster  | FRA  | 30:20,99   |
| 8     | Dušan Janićijević  | YUG  | 30:51,45   |

Datum: 4. August 1979

#### 110 m Hürden
| Platz | Athlet              | Land | Zeit (s) |
| ----- | ------------------- | ---- | -------- |
| 1     | Thomas Munkelt      | GDR  | 13,47    |
| 2     | Alexander Putschkow | URS  | 13,56    |
| 3     | Jan Pusty           | POL  | 13,74    |
| 4     | Mark Holtom         | GBR  | 13,91    |
| 5     | Giuseppe Buttari    | ITA  | 13,94    |
| 6     | Dieter Gebhard      | FRG  | 13,94    |
| 7     | Borislav Pisić      | YUG  | 13,98    |
| 8     | Emile Raybois       | FRA  | 14,15    |

Datum: 4. August 1979
Wind: +1,3 m/s

#### 400 m Hürden
| Platz | Athlet             | Land | Zeit (s) |
| ----- | ------------------ | ---- | -------- |
| 1     | Harald Schmid      | FRG  | 47,85 ER |
| 2     | Wassyl Archypenko  | URS  | 48,34 NR |
| 3     | Volker Beck        | GDR  | 48,58 NR |
| 4     | Rok Kopitar        | YUG  | 50,20000 |
| 5     | Gary Oakes         | GBR  | 50,83000 |
| 6     | Fulvio Zorn        | ITA  | 51,20000 |
| 7     | Leszek Rzepakowski | POL  | 51,36000 |
| 8     | Jean-Claude Curtil | FRA  | 53,16000 |

Datum: 5. August 1979

#### 3000 m Hindernis
| Platz | Athlet              | Land | Zeit (min) |
| ----- | ------------------- | ---- | ---------- |
| 1     | Mariano Scartezzini | ITA  | 8:22,74    |
| 2     | Michael Karst       | FRG  | 8:23,75    |
| 3     | Anatoli Dimow       | URS  | 8:24,85    |
| 4     | Krysztof Wesolowski | POL  | 8:30,66    |
| 5     | Hagen Melzer        | GDR  | 8:34,15    |
| 6     | Jean-Luc Lemire     | FRA  | 8:35,64    |
| 7     | Petar Svet          | YUG  | 8:46,95    |
| 8     | Julian Marsay       | GBR  | 8:55,85    |

Datum: 5. August 1979

#### 4 × 100 m Staffel
| Platz | Besetzung      | Land                                                                       | Zeit (s) |
| ----- | -------------- | -------------------------------------------------------------------------- | -------- |
| 1     | Polen          | Krzysztof Zwoliński Leszek Dunecki Zenon Licznerski Marian Woronin         | 38,47 NR |
| 2     | DDR            | Klaus-Dieter Kurrat Alexander Thieme Olaf Prenzler Eugen Ray               | 38,70000 |
| 3     | Frankreich     | Patrick Barré Lucien Sainte-Rose Pascal Barré Herman Panzo                 | 38,71000 |
| 4     | Italien        | Gianfranco Lazzer Mauro Zuliani Luciano Caravani Pietro Mennea             | 38,73 NR |
| 5     | Großbritannien | Allan Wells Steve Green Trevor Hoyte Drew McMaster                         | 38,95 NR |
| 6     | BR Deutschland | Fritz Heer Dieter Gebhard Ulrich Haupt Franz-Peter Hofmeister              | 38,98000 |
| 7     | Sowjetunion    | Andrzej Prokofiew Alexander Aksinin Nikolai Kolesnikow Andrei Schljapnikow | 38,99000 |
| 8     | Jugoslawien    | Janez Sagadin Aleksandar Popović Dragan Zaric Nenad Milinkov               | 40,33000 |

Datum: 4. August 1979

#### 4 × 400 m Staffel
| Platz | Besetzung      | Land                                                                       | Zeit (min) |
| ----- | -------------- | -------------------------------------------------------------------------- | ---------- |
| 1     | BR Deutschland | Lothar Krieg Franz-Peter Hofmeister Hartmut Weber Harald Schmid            | 3:01,91000 |
| 2     | DDR            | Udo Bauer Frank Schaffer Frank Richter Volker Beck                         | 3:02,16 NR |
| 3     | Sowjetunion    | Wiktor Burakow Remigijus Valiulis Wjatscheslaw Dozenko Nikolai Tschernezki | 3:02,35 NR |
| 4     | Polen          | Andrzej Stępień Jerzy Pietrzyk Zbigniew Jaremski Ryszard Podlas            | 3:03,04000 |
| 5     | Frankreich     | Didier Dubois Robert Froissard Gérard Bouttier Francis Demarthon           | 3:04,85000 |
| 6     | Großbritannien | Stephen Wymark Steve Scutt Alan Bell Sebastian Coe                         | 3:05,63000 |
| 7     | Jugoslawien    | Željko Knapić Milovan Savić Dragan Životić Josip Alebić                    | 3:05,72000 |
| 8     | Italien        | Roberto Tozzi Stefano Malinverni Flavio Borghi Angelo Bianchi              | 3:06,01000 |

Datum: 5. August 1979

#### Hochsprung
| Platz | Athlet              | Land | Höhe (m) |
| ----- | ------------------- | ---- | -------- |
| 1     | Dietmar Mögenburg   | FRG  | 2,32 BR  |
| 2     | Rolf Beilschmidt    | GDR  | 2,30000  |
| 3     | Alexander Grigorjew | URS  | 2,24000  |
| 4     | Massimo Di Giorgio  | ITA  | 2,24000  |
| 5     | Janusz Trzepizur    | POL  | 2,20000  |
| 6     | Franck Bonnet       | FRA  | 2,14000  |
| 6     | Danijal Temim       | YUG  | 2,14000  |
| 8     | Tim Foulger         | GBR  | 2,08000  |

Datum: 4. August 1979

#### Stabhochsprung
| Platz | Athlet                | Land | Höhe (m) |
| ----- | --------------------- | ---- | -------- |
| 1     | Konstantin Wolkow     | URS  | 5,60     |
| 2     | Patrick Abada         | FRA  | 5,60     |
| 3     | Władysław Kozakiewicz | POL  | 5,55     |
| 4     | Günther Lohre         | FRG  | 5,50     |
| 5     | Brian Hooper          | GBR  | 5,30     |
| 6     | Axel Weber            | GDR  | 5,30     |
| 7     | Domenico D'Alisera    | ITA  | 5,20     |
| 8     | Miran Bizjak          | YUG  | 4,80     |

Datum: 5. August 1979

#### Weitsprung
| Platz | Athlet              | Land | Weite (m) | Versuchsserie (m) | Versuchsserie (m) | Versuchsserie (m) | Versuchsserie (m) | Versuchsserie (m) | Versuchsserie (m) |
| Platz | Athlet              | Land | Weite (m) | 1. Versuch        | 2. Versuch        | 3. Versuch        | 4. Versuch        | 5. Versuch        | 6. Versuch        |
| 1     | Lutz Dombrowski     | GDR  | 8,31 NR   | x                 | 8,17              | 8,25              | x                 | 7,96              | 8,31              |
| 2     | Grzegorz Cybulski   | POL  | 8,03000   | 7,74              | 7,60              | 8,03              | 7,76              | 7,67              | 7,72              |
| 3     | Walerij Pidluschnyj | URS  | 7,95000   | 7,91              | 7,78              | 7,83              | 7,95              | x                 | 7,90              |
| 4     | Nenad Stekić        | YUG  | 7,90000   | 7,75              | 7,71              | 7,75              | 7,80              | 7,90              | 7,85              |
| 5     | Philippe Deroche    | FRA  | 7,80000   | 7,80              | 7,59              | 7,63              | 7,35              | x                 | x                 |
| 6     | Carlo Arrighi       | ITA  | 7,78000   | 7,43              | 7,44              | 7,15              | 7,47              | 7,78              | 6,16              |
| 7     | Jochen Verschl      | FRG  | 7,76000   | 7,60              | 7,50              | 7,74              | 7,34              | x                 | 7,76              |
| 8     | Roy Mitchell        | GBR  | 7,58000   | 7,41              | 7,36              | 7,58              | 7,36              | 5,91              | x                 |

Datum: 4. August 1979

#### Dreisprung
| Platz | Athlet              | Land | Weite (m) | Versuchsserie (m) | Versuchsserie (m) | Versuchsserie (m) | Versuchsserie (m) | Versuchsserie (m) | Versuchsserie (m) |
| Platz | Athlet              | Land | Weite (m) | 1. Versuch        | 2. Versuch        | 3. Versuch        | 4. Versuch        | 5. Versuch        | 6. Versuch        |
| 1     | Bernard Lamitié     | FRA  | 16,94     | 16,77             | x                 | 16,94             | x                 | 16,47             | 16,73             |
| 2     | Roberto Mazzucato   | ITA  | 16,92     | 16,78             | x                 | 16,69             | 16,34             | 16,35             | 16,92             |
| 3     | Anatoli Piskulin    | URS  | 16,91     | 16,67             | x                 | 16,21             | x                 | 16,91             | 16,89             |
| 4     | Lothar Gora         | GDR  | 16,76     | 16,65             | 16,76             | x                 | 16,64             | 16,68             | x                 |
| 5     | Milan Spasojević    | YUG  | 16,67     | x                 | 16,10             | 16,67             | x                 | x                 | x                 |
| 6     | Aston Moore         | GBR  | 16,60     | x                 | 16,60             | 14,42             | x                 | 14,89             | 15,97             |
| 7     | Eugeniusz Biskupski | POL  | 16,53     | 16,43             | 16,34             | 16,45             | x                 | 16,53             | x                 |
| 8     | Douglas Henderson   | FRG  | 16,40     | 16,40             | x                 | x                 | x                 | 13,40             | 15,60             |

Datum: 5. August 1979

#### Kugelstoßen
| Platz | Athlet                 | Land | Weite (m) | Versuchsserie (m) | Versuchsserie (m) | Versuchsserie (m) | Versuchsserie (m) | Versuchsserie (m) | Versuchsserie (m) |
| Platz | Athlet                 | Land | Weite (m) | 1. Versuch        | 2. Versuch        | 3. Versuch        | 4. Versuch        | 5. Versuch        | 6. Versuch        |
| 1     | Udo Beyer              | GDR  | 21,13     | 20,78             | 21,13             | 21,12             | 20,59             | 30,81             | 20,01             |
| 2     | Ralf Reichenbach       | FRG  | 20,27     | 19,20             | x                 | 20,27             | 19,22             | r                 |                   |
| 3     | Alexander Baryschnikow | URS  | 20,25     | 19,14             | 19,77             | x                 | 20,25             | 19,29             | 19,90             |
| 4     | Vladimir Milić         | YUG  | 19,87     | 19,78             | 19,38             | 19,75             | x                 | x                 | 19,87             |
| 5     | Geoff Capes            | GBR  | 19,75     | 18,08             | 19,61             | 19,67             | 19,45             | 19,75             | x                 |
| 6     | Angelo Groppelli       | ITA  | 19,46     | 18,70             | 18,82             | 19,46             | x                 | x                 | 19,04             |
| 7     | Władysław Komar        | POL  | 18,50     | 18,50             | x                 | 18,22             |                   | r                 |                   |
| 8     | Arnjolt Beer           | FRA  | 18,14     | 18,04             | 18,05             | 18,13             | 18,14             | 18,04             | x                 |

Datum: 4. August 1979

#### Diskuswurf
| Platz | Athlet                | Land | Weite (m) | Versuchsserie (m)            | Versuchsserie (m)            | Versuchsserie (m)            | Versuchsserie (m)            | Versuchsserie (m)            | Versuchsserie (m)            |
| Platz | Athlet                | Land | Weite (m) | 1. Versuch                   | 2. Versuch                   | 3. Versuch                   | 4. Versuch                   | 5. Versuch                   | 6. Versuch                   |
| 1     | Wolfgang Schmidt      | GDR  | 66,76     | 59,10                        | 66,76                        | 63,34                        | x                            | 64,10                        | x                            |
| 2     | Alwin Wagner          | FRG  | 62,96     | x                            | x                            | 58,82                        | 62,96                        | x                            | 61,58                        |
| 3     | Ihor Duhinez          | URS  | 62,72     | 62,72                        | x                            | 60,18                        | 61,06                        | x                            | 60,66                        |
| 4     | Armando de Vincentiis | ITA  | 60,68     | 57,28                        | 60,14                        | 60,68                        | 59,86                        | 60,32                        | 58,84                        |
| 5     | Stanisław Wołodko     | POL  | 59,70     | 59,70                        | x                            | 58,12                        | 55,52                        | 54,02                        | 56,26                        |
| 6     | Frédéric Piette       | FRA  | 56,26     | Versuchsserien nicht bekannt | Versuchsserien nicht bekannt | Versuchsserien nicht bekannt | Versuchsserien nicht bekannt | Versuchsserien nicht bekannt | Versuchsserien nicht bekannt |
| 7     | Richard Slaney        | GBR  | 55,42     | Versuchsserien nicht bekannt | Versuchsserien nicht bekannt | Versuchsserien nicht bekannt | Versuchsserien nicht bekannt | Versuchsserien nicht bekannt | Versuchsserien nicht bekannt |
| 8     | Dimitar Marceta       | YUG  | 52,74     | 52,74                        | 49,08                        | 50,68                        | 52,74                        | 50,02                        | x                            |

Datum: 5. August 1979

#### Hammerwurf
| Platz | Athlet             | Land | Weite (m) | Versuchsserie (m) | Versuchsserie (m) | Versuchsserie (m) | Versuchsserie (m) | Versuchsserie (m) | Versuchsserie (m) |
| Platz | Athlet             | Land | Weite (m) | 1. Versuch        | 2. Versuch        | 3. Versuch        | 4. Versuch        | 5. Versuch        | 6. Versuch        |
| 1     | Karl-Hans Riehm    | FRG  | 78,66     | 78,08             | 78,66             | 77,46             | 77,28             | 77,04             | 76,10             |
| 2     | Sergei Litwinow    | URS  | 76,90     | x                 | 73,68             | x                 | 74,48             | 76,90             | 73,90             |
| 3     | Roland Steuk       | GDR  | 75,76     | 72,98             | 73,88             | x                 | x                 | 75,76             | x                 |
| 4     | Gian Paolo Urlando | ITA  | 72,22     | x                 | 72,22             | x                 | 72,08             | x                 | x                 |
| 5     | Ireneusz Golda     | POL  | 72,14     | 69,62             | 70,16             | 71,14             | x                 | 71,96             | 72,14             |
| 6     | Jacques Accambray  | FRA  | 67,24     | 63,52             | x                 | x                 | x                 | 65,46             | 67,24             |
| 7     | Srećko Štiglić     | YUG  | 64,52     | 64,16             | 64,52             | 63,96             | 63,32             | 62,98             | 63,98             |
| 8     | Paul Buxton        | GBR  | 64,00     | 63,34             | 64,00             | x                 | 62,76             | 62,54             | x                 |

Datum: 4. August 1979

#### Speerwurf
| Platz | Athlet            | Land | Weite (m) | Versuchsserie (m)           | Versuchsserie (m)           | Versuchsserie (m)           | Versuchsserie (m)           | Versuchsserie (m)           | Versuchsserie (m)           |
| Platz | Athlet            | Land | Weite (m) | 1. Versuch                  | 2. Versuch                  | 3. Versuch                  | 4. Versuch                  | 5. Versuch                  | 6. Versuch                  |
| 1     | Wolfgang Hanisch  | GDR  | 88,68     | 81,82                       | 88,68                       | 86,86                       | x                           | 77,42                       | 84,62                       |
| 2     | Michael Wessing   | FRG  | 87,38     | 80,60                       | x                           | x                           | 75,62                       | 87,38                       | x                           |
| 3     | Alexander Makarow | URS  | 82,26     | 73,90                       | 82,26                       | 80,36                       | 79,14                       | 76,94                       | 74,86                       |
| 4     | David Ottley      | GBR  | 80,40     | 78,60                       | 76,08                       | 80,40                       | 74,88                       | x                           | 77,46                       |
| 5     | Penisio Lutui     | FRA  | 79,40     | 75,32                       | x                           | x                           | x                           | 76,20                       | 79,40                       |
| 6     | Piotr Bielczyk    | POL  | 79,30     | x                           | 76,48                       | 76,84                       | 77,34                       | 79,30                       | x                           |
| 7     | Miran Globevnik   | YUG  | 76,80     | x                           | 76,80                       | x                           | x                           | 70,70                       | x                           |
| 8     | Agostino Ghesini  | ITA  | 66,62     | Versuchsserie nicht bekannt | Versuchsserie nicht bekannt | Versuchsserie nicht bekannt | Versuchsserie nicht bekannt | Versuchsserie nicht bekannt | Versuchsserie nicht bekannt |

Datum: 5. August 1979

### Frauen

#### 100 m
| Platz | Athletin             | Land | Zeit (s) |
| ----- | -------------------- | ---- | -------- |
| 1     | Marlies Göhr         | GDR  | 11,03    |
| 2     | Ljudmila Kondratjewa | URS  | 11,21    |
| 3     | Annegret Richter     | FRG  | 11,22    |
| 4     | Heather Hunte        | GBR  | 11,31    |
| 5     | Liljana Panajotowa   | BUL  | 11,36    |
| 6     | Irena Szewińska      | POL  | 11,39    |
| 7     | Laura Miano          | ITA  | 11,52    |
| 8     | Gabriela lonescu     | ROU  | 11,83    |

Datum: 4. August 1979
Wind: +0,3 m/s

#### 200 m
| Platz | Athletin             | Land | Zeit (s) |
| ----- | -------------------- | ---- | -------- |
| 1     | Ljudmila Kondratjewa | URS  | 22,40    |
| 2     | Marlies Göhr         | GDR  | 22,50    |
| 3     | Annegret Richter     | FRG  | 22,75    |
| 4     | Kathy Smallwood      | GBR  | 22,84    |
| 5     | Irena Szewińska      | POL  | 22,94    |
| 6     | Liljana Panajotowa   | BUL  | 22,97    |
| 7     | Laura Miano          | ITA  | 23,46    |
| 8     | Nicullina Chiricuta  | ROU  | 24,00    |

Datum: 5. August 1979
Wind: +0,2 m/s

#### 400 m
| Platz | Athletin            | Land | Zeit (s) |
| ----- | ------------------- | ---- | -------- |
| 1     | Marita Koch         | GDR  | 48,60 WR |
| 2     | Marija Kultschunowa | URS  | 49,63000 |
| 3     | Irena Szewińska     | POL  | 51,27000 |
| 4     | Donna Hartley       | GBR  | 51,85000 |
| 5     | Elke Decker         | FRG  | 52,02000 |
| 6     | Swobodka Damianowa  | BUL  | 52,23000 |
| 7     | Maria Samungi       | ROU  | 53,42000 |
| 8     | Erica Rossi         | ITA  | 55,03000 |

Datum: 4. August 1979

#### 800 m
| Platz | Athletin             | Land | Zeit (min) |
| ----- | -------------------- | ---- | ---------- |
| 1     | Nikolina Schterewa   | BUL  | 1:56,29000 |
| 2     | Jekaterina Porywkina | URS  | 1:57,57000 |
| 3     | Anita Weiß           | GDR  | 1:57,92000 |
| 4     | Jolanta Januchta     | POL  | 1:58,81000 |
| 5     | Fița Lovin           | ROU  | 1:58,97000 |
| 6     | Christina Boxer      | GBR  | 1:59,05 NR |
| 7     | Ursula Hook          | FRG  | 2:00,72000 |
| 8     | Agnese Possamai      | ITA  | 2:08,03000 |

Datum: 4. August 1979

#### 1500 m
| Platz | Athletin              | Land | Zeit (min) |
| ----- | --------------------- | ---- | ---------- |
| 1     | Totka Petrowa         | BUL  | 4:03,13    |
| 2     | Giana Romanowa        | URS  | 4:03,38    |
| 3     | Natalia Mărășescu     | ROU  | 4:03,74    |
| 4     | Christiane Wartenberg | GDR  | 4:04,31    |
| 5     | Christine Benning     | GBR  | 4:04,68    |
| 6     | Brigitte Kraus        | FRG  | 4:05,15    |
| 7     | Gabriella Dorio       | ITA  | 4:06,03    |
| 8     | Anna Bukis            | POL  | 4:11,11    |

Datum: 5. August 1979

#### 3000 m
| Platz | Athletin           | Land | Zeit (s)   |
| ----- | ------------------ | ---- | ---------- |
| 1     | Svetlana Guskova   | URS  | 8:52,00000 |
| 2     | Maricica Puică     | ROU  | 8:52,66000 |
| 3     | Wessela Jazinska   | BUL  | 8:52,89 NR |
| 4     | Ursula Sauer       | GDR  | 8:57,59000 |
| 5     | Celina Sokolowska  | POL  | 8:59,90000 |
| 6     | Margherita Gargano | ITA  | 9:01,36000 |
| 7     | Paula Fudge        | GBR  | 9:18,86000 |
| 8     | Charlotte Teske    | FRG  | 9:23,31000 |

Datum: 5. August 1979

#### 100 m Hürden
| Platz | Athletin           | Land | Zeit (s) |
| ----- | ------------------ | ---- | -------- |
| 1     | Tatjana Anissimowa | URS  | 12,77    |
| 2     | Grażyna Rabsztyn   | POL  | 12,85    |
| 3     | Daniela Tenewa     | BUL  | 13,17    |
| 4     | Mihaela Dumitrescu | ROU  | 13,36    |
| 5     | Silvia Kempin      | FRG  | 13,50    |
| 6     | Lorna Boothe       | GBR  | 13,57    |
| 7     | Patrizia Lombardo  | ITA  | 13,97    |
| 8     | Gudrun Wakan       | GDR  | 14,88    |

Datum: 5. August 1979
Wind: −1,1 m/s

#### 400 m Hürden
| Platz | Athletin           | Land | Zeit (s) |
| ----- | ------------------ | ---- | -------- |
| 1     | Marina Makejewa    | URS  | 54,82    |
| 2     | Karin Roßley       | GDR  | 55,10    |
| 3     | Silvia Hollmann    | FRG  | 56,74    |
| 4     | Christine Warden   | GBR  | 57,24    |
| 5     | Adriana Stancu     | ROU  | 57,45    |
| 6     | Bonka Dimowa       | BUL  | 58,12    |
| 7     | Giuseppina Cirulli | ITA  | 59,60    |
| 8     | Elżbieta Katolik   | POL  | 59,69    |

Datum: 4. August 1979

#### 4 × 100 m Staffel
| Platz | Land           | Besetzung                                                              | Zeit (s) |
| ----- | -------------- | ---------------------------------------------------------------------- | -------- |
| 1     | DDR            | Christina Brehmer Romy Schneider Ingrid Auerswald Marlies Göhr         | 42,09 WR |
| 2     | Sowjetunion    | Wera Komissowa Wera Anissimowa Tatjana Anissimowa Ljudmila Kondratjewa | 42,49 NR |
| 3     | Großbritannien | Helen Barnett Wendy Clarke Kathy Smallwood Heather Hunte               | 43,18000 |
| 4     | Bulgarien      | Sofka Popowa Maria Schischkowa Liljana Panajotowa Iwanka Walkowa       | 43,32 NR |
| 5     | BR Deutschland | Petra Sharp Dagmar Schenten Annegret Richter Elke Vollmer              | 43,58000 |
| 6     | Polen          | Elzbieta Rabsztyn Zofia Bielczyk Elzbieta Stachurska Grażyna Rabsztyn  | 43,73000 |
| 7     | Italien        | Patrizia Lombardo Marisa Masullo Paola Castellani Laura Miano          | 45,09000 |
| 8     | Rumänien       | Nicullina Chiricuta Doina Ciolan Otilia Somanescu Georgeta Tutunaru    | 45,34000 |

Datum: 4. August 1979

#### 4 × 400 m Staffel
| Platz | Land           | Besetzung                                                                 | Zeit (s)  |
| ----- | -------------- | ------------------------------------------------------------------------- | --------- |
| 1     | DDR            | Gabriele Kotte Christina Brehmer Brigitte Köhn Marita Koch                | 3:19,7000 |
| 2     | Sowjetunion    | Irina Bagrjanzewa Nina Sjuskowa Tetjana Prorotschenko Marija Kultschunowa | 3:20,4 NR |
| 3     | Großbritannien | Joslyn Hoyte-Smith Verona Elder Ruth Kennedy Donna Hartley                | 3:27,9000 |
| 4     | Bulgarien      | Violeta Zwetkowa Totka Petrowa Swobodka Damianowa Nikolina Schterewa      | 3:28,3000 |
| 5     | BR Deutschland | Silke Rasch Silvia Hollmann Elke Decker Gaby Bußmann                      | 3:30,7000 |
| 6     | Polen          | Barbara Kwietniewska Jolanta Januchta Grażyna Oliszewska Irena Szewińska  | 3:31,2000 |
| 7     | Rumänien       | Ibolya Korodi Niculina Lazariuc Elena Tărîţă Adriana Stanciu              | 3:32,9000 |
| 8     | Italien        | Giuliana Bargioni Daniela Porcelli Marina Favaro Erica Rossi              | 3:42,9000 |

Datum: 5. August 1979

#### Hochsprung
| Platz | Athletin            | Land | Höhe (m) |
| ----- | ------------------- | ---- | -------- |
| 1     | Rosemarie Ackermann | GDR  | 1,99000  |
| 2     | Sara Simeoni        | ITA  | 1,94000  |
| 3     | Urszula Kielan      | POL  | 1,92000  |
| 4     | Tatjana Denisowa    | URS  | 1,92 NR  |
| 5     | Jordanka Blagoewa   | BUL  | 1,84 NR  |
| 6     | Petra Wziontek      | FRG  | 1,84000  |
| 7     | Barbara Simmonds    | GBR  | 1,84000  |
| 8     | Cornelia Popa       | ROU  | 1,82000  |

Datum: 4. August 1979

#### Weitsprung
| Platz | Athletin           | Land | Weite (m) | Versuchsserie (m) | Versuchsserie (m) | Versuchsserie (m) | Versuchsserie (m) | Versuchsserie (m) | Versuchsserie (m) |
| Platz | Athletin           | Land | Weite (m) | 1. Versuch        | 2. Versuch        | 3. Versuch        | 4. Versuch        | 5. Versuch        | 6. Versuch        |
| 1     | Brigitte Wujak     | GDR  | 6,89      | 6,75              | x                 | 6,89              | –                 | x                 | –                 |
| 2     | Doina Anton        | ROU  | 6,60      | 6,50              | 6,20              | 6,60              | 6,59              | x                 | 6,20              |
| 3     | Lidia Guschewa     | BUL  | 6,47      | 6,20              | 6,44              | x                 | 6,47              | 6,22              | 6,36              |
| 4     | Anke Weigt         | FRG  | 6,46      | x                 | 6,25              | x                 | x                 | x                 | 6,46              |
| 5     | Sue Reeve          | GBR  | 6,45      | x                 | 6,25              | 6,45              | x                 | x                 | x                 |
| 6     | Teresa Marciniak   | POL  | 6,42      | 6,28              | 6,23              | 6,42              | x                 | x                 | 6,41              |
| 7     | Ljudmila Khaustowa | URS  | 6,42      | 6,16              | 6,08              | 6,36              | x                 | 6,42              | x                 |
| 8     | Barbara Norello    | ITA  | 6,17      | 5,99              | x                 | 6,00              | x                 | 6,17              | 5,91              |

Datum: 4. August 1979

#### Kugelstoßen
| Platz | Athletin        | Land | Weite (m) | Versuchsserie (m) | Versuchsserie (m) | Versuchsserie (m) | Versuchsserie (m) | Versuchsserie (m) | Versuchsserie (m) |
| Platz | Athletin        | Land | Weite (m) | 1. Versuch        | 2. Versuch        | 3. Versuch        | 4. Versuch        | 5. Versuch        | 6. Versuch        |
| 1     | Ilona Slupianek | GDR  | 20,93     | 20,40             | 20,74             | 20,62             | 20,45             | 20,93             | 20,89             |
| 2     | Nunu Abaschydse | URS  | 19,75     | 19,10             | 19,75             | 19,09             | 19,49             | 19,63             | 19,34             |
| 3     | Iwanka Petrowa  | BUL  | 19,63     | 19,56             | x                 | 19,13             | 19,32             | x                 | 19,63             |
| 4     | Eva Wilms       | FRG  | 19,08     | 18,39             | x                 | 18,55             | 18,94             | 19,08             | 18,48             |
| 5     | Mihaela Loghin  | ROU  | 17,79     | 17,05             | 17,56             | 15,74             | 17,37             | 17,72             | 17,79             |
| 6     | Beata Habrzyk   | POL  | 17,16     | 15,91             | 15,94             | 15,79             | 17,16             | 16,72             | 17,12             |
| 7     | Judy Oakes      | GBR  | 16,24     | 16,08             | 15,94             | 15,80             | 16,24             | 15,77             | 15,75             |
| 8     | Cinzia Petrucci | ITA  | 16,09     | 16,09             | 16,05             | 16,09             | 15,58             | 16,07             | 15,79             |

Datum: 4. August 1979

#### Diskuswurf
| Platz | Athletin           | Land | Weite (m) | Versuchsserie (m) | Versuchsserie (m) | Versuchsserie (m) | Versuchsserie (m) | Versuchsserie (m) | Versuchsserie (m) |
| Platz | Athletin           | Land | Weite (m) | 1. Versuch        | 2. Versuch        | 3. Versuch        | 4. Versuch        | 5. Versuch        | 6. Versuch        |
| 1     | Evelin Jahl        | GDR  | 68,92     | x                 | 63,84             | 63,92             | 65,18             | 68,92             | 67,08             |
| 2     | Swetlana Melnikowa | URS  | 66,06     | 63,70             | x                 | 65,78             | 66,06             | 63,48             | 64,44             |
| 3     | Swetla Boschkowa   | BUL  | 62,82     | 62,66             | x                 | x                 | x                 | 62,18             | 62,82             |
| 4     | Florența Tacu      | ROU  | 61,62     | 59,32             | 61,62             | 60,46             | 60,04             | 59,98             | 56,24             |
| 5     | Meg Ritchie        | GBR  | 58,62     | x                 | 53,16             | 58,62             | 57,30             | 57,40             | x                 |
| 6     | Ingra Manecke      | FRG  | 56,78     | 56,78             | x                 | 54,48             | 54,44             | x                 | x                 |
| 7     | Danuta Majewska    | POL  | 56,30     | 56,30             | 54,74             | 54,18             | 51,70             | 51,50             | 52,14             |
| 8     | Maristella Bano    | ITA  | 50,88     | 50,88             | 48,88             | 47,46             | x                 | x                 | 48,46             |

Datum: 5. August 1979

#### Speerwurf
| Platz | Athletin            | Land | Weite (m) | Versuchsserie (m) | Versuchsserie (m) | Versuchsserie (m) | Versuchsserie (m) | Versuchsserie (m) | Versuchsserie (m) |
| Platz | Athletin            | Land | Weite (m) | 1. Versuch        | 2. Versuch        | 3. Versuch        | 4. Versuch        | 5. Versuch        | 6. Versuch        |
| 1     | Éva Ráduly          | ROU  | 66,28 NR  | 65,54             | x                 | x                 | 64,84             | 66,28             | x                 |
| 2     | Ruth Fuchs          | GDR  | 65,46000  | 65,46             | x                 | x                 | 65,06             | 60,20             | 59,86             |
| 3     | Tessa Sanderson     | GBR  | 62,38000  | 62,38             | 56,74             | x                 | 53,60             | x                 | x                 |
| 4     | Saida Gunba         | URS  | 62,08000  | 61,32             | 56,74             | 61,30             | 62,08             | x                 | 61,50             |
| 5     | Bernadetta Blechacz | POL  | 62,04000  | 62,04             | 58,86             | 58,32             | 55,60             | x                 | x                 |
| 6     | Iwanka Wantschewa   | BUL  | 59,24000  | 59,16             | 57,02             | x                 | 55,94             | 59,24             | x                 |
| 7     | Eva Helmschmidt     | FRG  | 58,80000  | 57,96             | 57,58             | 56,10             | 53,62             | 58,80             | x                 |
| 8     | Fausta Quintavalla  | ITA  | 53,98000  | x                 | x                 | 53,98             | 52,84             | x                 | 52,58             |

Datum: 5. August 1979

## Videolinks
- 1979 European Cup Turin, Italy 1973, youtube.com, abgerufen am 29. Januar 2024
- 1979 Mens 200m European Cup TURIN - Allan Wells, youtube.com, abgerufen am 29. Januar 2024
- 1979 Mens 800m European Cup TURIN - Seb Coe, youtube.com, abgerufen am 29. Januar 2024
- 1979 European indoor Championships 400m women, youtube.com, abgerufen am 29. Januar 2024
- Éva Ráduly-Zörgő (Romania) JAVELIN 65.86 meters European cup Turin (1979-08-05), youtube.com, abgerufen am 29. Januar 2024